# Sven Bresser
Sven Bresser (1992) is een Nederlands filmregisseur en scenarioschrijver.
Bresser studeerde aan de Hogeschool voor de Kunsten Utrecht en deed daar eindexamen in 2016 met de korte film Cavello. Zijn Franstalige kortfilm L'été et tout le reste (2018) won een Gouden Kalf en werd geselecteerd voor de Orizzonti-sectie op het Filmfestival van Venetië. De film gaat over twee jongens op Corsica die zich vervelen als de toeristen vertrokken zijn na de zomer en weifelen naar de grote stad te trekken. Ook zijn One Night Stand-film Free Fight (2018) werd genomineerd voor een Gouden Kalf.
In 2025 werd Bressers speelfilmdebuut Rietland geselecteerd voor het Filmfestival van Cannes, in de Semaine de la critique-competitie. Het is voor het eerst in 27 jaar dat een Nederlandse film voor dit programma werd geselecteerd.

## Filmografie
- 2025: Rietland
- 2021: She Used to Sing Here (korte film)
- 2018: Free Fight (tv-film)
- 2018: L'été et tout le reste (korte film)
- 2016: Cavello (korte film)